# 弟子丸龍助
弟子丸 龍助（でしまる りゅうすけ、天保9年（1838年） - 文久2年4月23日（1862年5月21日））は、幕末の薩摩藩士。同藩士高城新助の次男、母は奈良原氏。諱は方行。
鹿児島城下高麗町で誕生。弟子丸氏を継ぐ。幼少時に小倉四郎太に薬丸自顕流を学んで達人。また主家の旧記に精通するなど、文学にも優れていたという。
江戸藩邸の中小姓として出仕し。西郷隆盛を非常に尊敬しており、また文久2年（1862年）坂下門外の変に影響を受けて尊王思想を持つ。同年、島津久光の率兵上洛を知って西田直五郎らと江戸を脱して大阪へ走る。京都で九条尚忠・酒井忠義襲撃を画策するも、寺田屋に集合中に久光の派遣した鎮撫使に襲われ、大山綱良によって斬殺された（寺田屋騒動）。
明治24年（1891年）贈従四位。墓所は京都市伏見区の大黒寺。